# Chaetonotus laterospinosus
Chaetonotus laterospinosus is een buikharige uit de familie Chaetonotidae. De wetenschappelijke naam van de soort werd in 1964 voor het eerst geldig gepubliceerd door Visvesvara. 